# Stederburg
Die Stederburg war eine westlich von Salzgitter-Thiede gelegene Burg, die dem Schutz der nahen Okerfurten diente. Die Burg wurde zwischen 924 und 933 erbaut. Um 1000 wurde auf dem Gelände der Burg das Stift Steterburg errichtet.

## Lage
Das Zentrum der Stederburg lag westlich des Stifts Steterburg. Die Burganlage war auf einer leichten Anhöhe am Thiedebach erbaut, der damals weiter westlich verlief. Die sumpfige Niederung der nahen Oker bot dabei den Bewohnern einen guten Schutz gegen Angreifer. Die Stederburg lag zwischen den Burgen Werla und Dankwarderode und sollte die Übergänge der Oker bei Leiferde und Wolfenbüttel und die westlich der Oker von Goslar kommende Straße im Teilstück zwischen Braunschweig und Werla sichern.

## Geschichte
Die Burg wurde wahrscheinlich auf Veranlassung von Heinrich I. (um 876–936) gebaut. Heinrich I. hatte im Rahmen eines Burgenbauprogrammes zur Abwehr der Einfälle der Ungarn an seinen Ostgrenzen mehrere Burgen errichten lassen. Zu diesen gehörten neben der Stederburg auch die Burgen Werla und Dankwarderode.
Die Burg Stederburg wurde erstmals in den Aufzeichnungen des Widukind von Corvey (um 925–nach 973) über die Sachsen („Res gestae Saxonicae“) erwähnt. Widukind beschreibt hier, dass die Ungarn 938 erneut eingefallen waren und dass deren Angriff auf die Stederburg von der Burgbesatzung erfolgreich abgewehrt wurde. Namensgeberin für die Burg war wahrscheinlich die Siedlung Steder, die etwa einen Kilometer westlich lag und die spätestens im 14. Jahrhundert wüst gefallen war. Deren Siedlungsname leitet sich von dem altsächsischen stedi ab, das so viel wie Stätte oder Stelle bedeutet. In alten Dokumenten wird die Burg auch Stedieraburg (Widukind von Corvey), Stedereburch (1007) oder Stideraburh (1074) genannt.

## Baubeschreibung

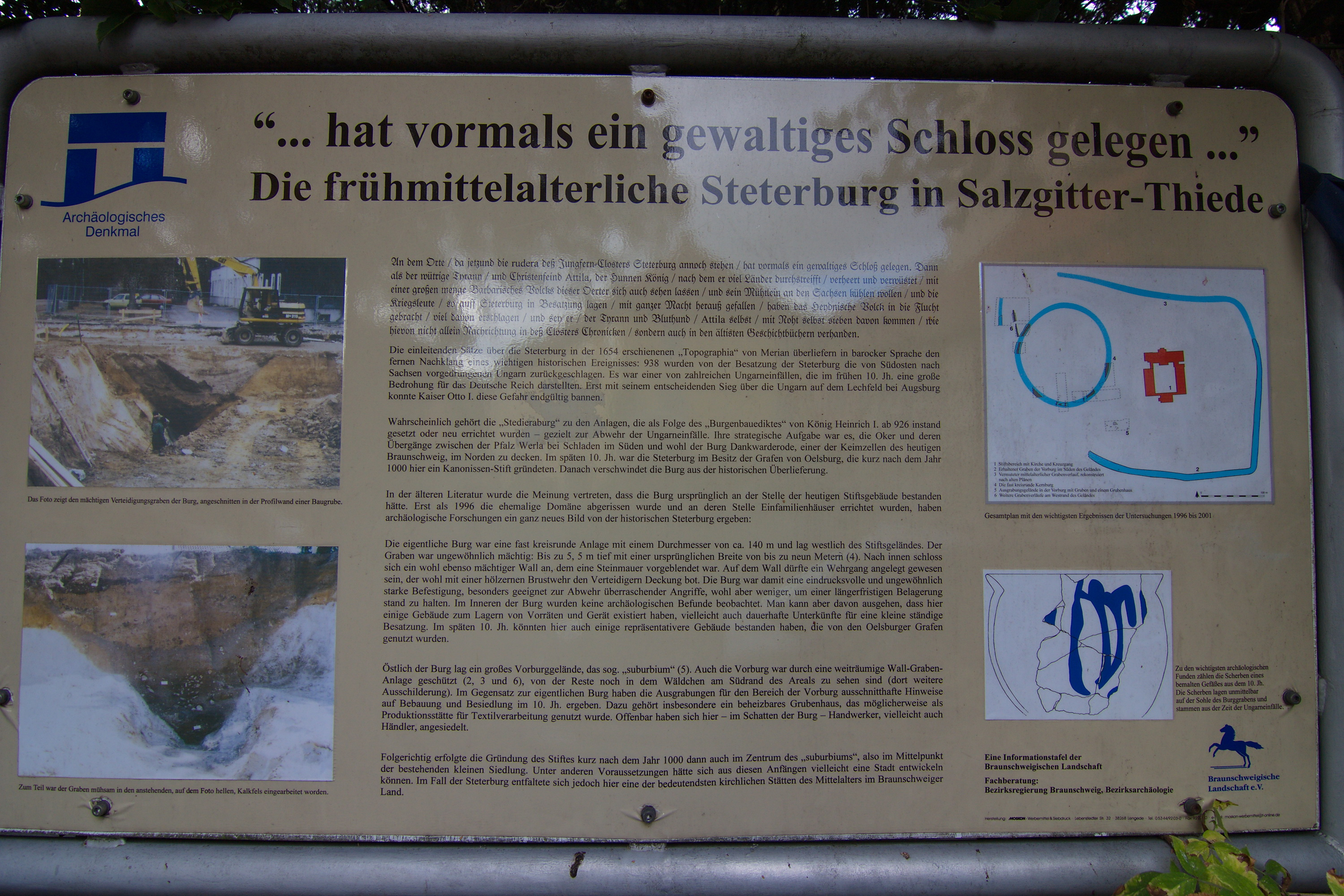
Informationstafel zur Stederburg (Hrsg. Braunschweigische Landschaft)

Frühe Grabungen im Bereich des Stifts Steterburg hatten bereits Hinweise auf eine Wallanlage und verschiedene Gebäude gegeben. Man nahm damals an, dass diese Anlage im Bereich des Stiftes die Stedieraburg war, die 938 im Bericht des Widukind von Corvey genannt wurde. Neue und umfangreichere Ausgrabungen wurden möglich, als 1996/98 die alten Gebäude der ehemaligen Stiftsdomäne und der Steterburger Konservenfabrik abgerissen wurden, um einen Wohnpark zu errichten. Bei Beginn der Aushubarbeiten fand man im Februar 1998 westlich des Stifts einen mächtigen Graben, der sich als ein neun Meter breiter und 5,5 Meter tiefer Spitzgraben erwies. Dieser verlief aber nicht wie erwartet um das Stift, sondern erwies sich als eine kreisförmige Wallanlage, die sich im Westen des Stifts erstreckte. Nach Abschluss der ein Jahr dauernden Untersuchungen stand fest, dass dies die eigentliche Hauptanlage der Stederburg gewesen war. Sie hatte einen Durchmesser von 140 Metern und war von dem Graben und einem innenliegenden Wall umgeben, dem eine Steinmauer vorgesetzt war. Innerhalb des Geländes konnte keine Bebauung nachgewiesen werden. Im Osten schloss sich eine ebenfalls durch Graben und Wall geschützte Vorburg an, das sogenannte Suburbium. Hier fand man Hinweise auf eine frühe Bebauung aus dem 10. Jahrhundert. Noch heute sind südlich des Stifts Teile des Grabens der Vorburg in einer Breite von vier Metern erhalten, ebenso Teile des daran anschließenden Walls mit einer Höhe von 0,6 Metern und einer Breite von fünf Metern.

## Nachnutzung
Die Burg war Ende des 10. Jahrhunderts in den Besitz des Grafen Altmann von Oelsburg († 1000/03) gelangt, dessen Hauptbesitzungen im heutigen Kreis Peine lagen. Dieser bestimmte in seinem Testament, dass aus seinen Besitztümern ein Chorherrenstift in Ölsburg und ein Jungfrauenstift in Steterburg gegründet werden solle. Seine Tochter Frederunda von Oelsburg († 16. März 1020) ließ daraufhin um 1000/02 auf dem Gelände der Vorburg das Stift Steterburg errichten. Durch viele Schenkungen gelangte das Kloster zu umfangreichen Besitztümern. So wird in einem Güterverzeichnis von 1519 ein Besitz von 1860 Morgen Äckern und 140 Morgen Wiese aufgeführt, das Stift war damit der größte Klosterbetrieb des Herzogtums Braunschweig. Das Kloster, ursprünglich als Kanonissenstift gegründet, wurde 1691 in ein adeliges Frauenstift umgewandelt und wurde 1938/39 aufgelöst. Die Stiftskirche dient heute der evangelischen Gemeinde als Pfarrkirche, die übrigen Stiftsgebäude wurden zu Wohnungen umgestaltet.